# Caetano Veloso
Caetano Emanuel Viana Teles Veloso OMC (Santo Amaro, 7 de agosto de 1942) é um cantor, músico, produtor, arranjador e escritor brasileiro. Com uma carreira que ultrapassa cinco décadas, Caetano construiu uma obra musical marcada pela releitura e renovação e considerada amplamente como possuidora de grande valor intelectual e poético. Embora desde cedo tivesse aprendido a tocar violão em Salvador, escrito entre os anos de 1960 e 1962 críticas de cinema para o Diário de Notícias e conhecido o trabalho dos cantores de rádios e dos músicos de bossa nova (notavelmente João Gilberto, seu "mestre supremo" e com quem dividiria o palco anos mais tarde), Caetano iniciou seu trabalho profissionalmente apenas em 1965, com o compacto "Cavaleiro/Samba em Paz", enquanto acompanhava a irmã mais nova Maria Bethânia por suas apresentações nacionais do espetáculo Opinião, no Rio de Janeiro.
Nessa década, conheceu Gilberto Gil, Gal Costa e Tom Zé, participou dos festivais de música popular da Rede Record e compôs trilhas de filmes. Em 1967, saiu seu primeiro LP, Domingo, com Gal Costa, e, no ano seguinte, liderou o movimento chamado Tropicalismo, que renovou o cenário musical brasileiro e os modos de se apresentar e criar música no Brasil, através do disco Tropicalia ou Panis et Circencis, ao lado de vários músicos. Em 1968, face ao endurecimento do regime militar no Brasil, compôs o hino "É Proibido Proibir", que foi desclassificado e amplamente vaiado durante o III Festival Internacional da Canção. Em 1969, foi preso pelo regime militar e partiu para exílio político em Londres, onde lançou o disco Caetano Veloso (1971), disco com temática melancólica e com canções compostas em inglês e endereçadas aos que ficaram no Brasil.
O disco Transa (1972) representou seu retorno ao país e seu experimento com compassos de reggae. Em 1976, uniu-se a Gal Costa, Gilberto Gil e Maria Bethânia para formar os Doces Bárbaros, grupo influenciado pela temática hippie dos anos 1970, lançando um disco, Doces Bárbaros, e saindo em turnê. Na década de 1980, mais sóbrio, apadrinhou e se inspirou nos grupos de rock brasileiros, aventurou-se na produções dos discos Outras Palavras, Cores, Nomes, Uns e Velô, e, em 1986, participou de um programa de televisão com Chico Buarque. Na década de 1990, escreveu o livro Verdade Tropical (1997) e o disco Livro (1998). Ganhou o Prêmio Grammy em 2000, na categoria World Music. Com o disco A Foreign Sound, cantou clássicos norte-americanos. Em 2006, lançou o álbum Cê, fruto de sua experimentação com o rock e o underground. Unindo estes gêneros ao samba, Zii e Zie, de 2009, manteve a parceria com a Banda Cê, que encerrou-se no disco Abraçaço, de 2012.
Caetano Veloso é considerado um dos artistas brasileiros mais influentes desde a década de 1960, tendo já sido chamado de "aedo pós-moderno". Em 2004, foi considerado um dos mais respeitados e produtivos músicos latino-americanos do mundo, tendo mais de cinquenta discos lançados e canções em trilhas sonoras de filmes como Hable con Ella, de Pedro Almodovar e Frida, de Julie Taymor. Ao longo de sua carreira, também se converteu numa das personalidades mais polêmicas no Brasil. É uma das figuras mais importantes da música popular brasileira e considerado internacionalmente um dos melhores compositores do século XX, sendo comparado a nomes como Bob Dylan, Bob Marley, John Lennon e Paul McCartney. Foi eleito pela revista Rolling Stone o 4º maior artista da música brasileira de todos os tempos pelo conjunto da obra e pela mesma revista o 8º maior cantor brasileiro de todos os tempos.

## Juventude
Caetano Veloso nasceu em 7 de agosto de 1942 em Santo Amaro, na Bahia, como o quinto dos sete filhos de José Teles Velloso (1901–1983), o "Seu Zezinho", funcionário público da Empresa Brasileira de Correios e Telégrafos, e Claudionor Viana Teles Velloso, mais conhecida como "Dona Canô" (1907–2012), casados em 7 de janeiro de 1931. Sua família possui ascendência portuguesa com elementos Afro-brasileiros e indígenas mais precisamente da etnia pataxó por parte de sua bisavó paterna.
Desde pequeno, mostrou imenso interesse em arte e pintura. Em 1946, sua irmã mais nova nasceu. Veloso foi fundamental no momento da escolha de seu nome: o garoto de quatro anos de idade que adorava música brasileira, inspirado na valsa "Maria Bethânia" do compositor Capiba e sucesso na voz do cantor Nélson Gonçalves, assim escolheu o nome da irmã, Maria Bethânia.
Dois acontecimentos principais o fizeram optar pela música. Aos dezesseis anos, sofreu um impacto que mudou definitivamente os seus planos de trabalhar no cinema: ouviu, num programa da Rádio Mayrink Veiga, a canção "Chega de Saudade" na voz de Marisa Gata Mansa e tomou conhecimento do disco homônimo de 1959 de João Gilberto. "Foi o marco mais nítido que uma canção já me deixou na vida", recordaria anos mais tarde. As maiores influências musicais desta época foram alguns cantores em voga na época, como "o rei do baião" Luiz Gonzaga, e canções de maior apelo regional, como sambas de roda e pontos de candomblé. Em 1956, frequentou o auditório da Rádio Nacional, na cidade do Rio de Janeiro, que contava com apresentações dos maiores ídolos musicais brasileiros.

## Carreira musical
Iniciou a carreira interpretando canções da bossa nova, sob influência de João Gilberto, um dos ícones e fundadores desse tipo de canção. Colaborou com os primórdios de um estilo musical que ficou conhecido como MPB (música popular brasileira), deslocando o melodia pop na direção de um ativismo político e de conscientização social. O nome ficou então associado ao movimento hippie do final dos anos 1960 e às canções do movimento da Tropicália. Trabalhou como crítico cinematográfico no jornal Diário de Notícias, dirigido pelo diretor e conterrâneo Glauber Rocha. A obra adquiriu um contorno pesadamente engajado e intelectualista, o artista firmava-se, sendo respeitado e ouvido pela mídia e pela crítica especializada.
Participou na juventude de espetáculos semiamadores ao lado de Tom Zé, da irmã Maria Bethânia e do parceiro Gilberto Gil, integrando o elenco de "Nós, por exemplo", "Mora na filosofia" e "Nova bossa velha, velha bossa nova" em 1964. O primeiro trabalho musical foi uma trilha sonora para a peça teatral Boca de ouro, do escritor Nelson Rodrigues, do qual Bethânia participou em 1963, e também escreveu a trilha da peça "A exceção e a regra", do dramaturgo alemão Bertolt Brecht, dirigido por Álvaro Guimarães, na mesma época em que ingressou na Faculdade de Filosofia da Universidade Federal da Bahia.

### Início

Caetano Veloso no III Festival da Música Popular, 1967. Arquivo Nacional

Caetano quando jovem

Foi lançado no cenário musical nacional pela irmã, a já reconhecida cantora Maria Bethânia, que gravou uma canção de sua autoria no primeiro disco, "Sol negro", um dueto com Gal Costa (as duas foram as cantoras que mais gravaram músicas de sua autoria). Em 1965, lançou o primeiro compacto, com as canções "Cavaleiro" e "Samba em Paz", ambas de sua autoria, pela RCA, que posteriormente transformou-se em BMG (adquirida depois pela Sony Music), participando também do musical "Arena canta Bahia" (ao lado de Gal, Gil, Bethânia e Tom Zé), dirigido por Augusto Boal e apresentado no TBC (São Paulo). Teve músicas incluídas na trilha do curta-metragem "Viramundo", dirigido por Geraldo Sarno.
O primeiro LP gravado, em parceria com Gal Costa, foi Domingo (1967), produzido por Dori Caymmi, lançado pela gravadora Philips, que, posteriormente, transformou-se em Polygram (atualmente, Universal Music), que lançaria quase todos os seus discos. "Domingo" contou com uma sonoridade totalmente bossa-novista e a ele pertence o primeiro êxito popular da carreira, a canção "Coração vagabundo". Mesmo não tendo sido um estrondoso sucesso, garantiu um bom reconhecimento à dupla e foi muito aclamado pelo meio musical da época, como Elis Regina, Wanda Sá, o próprio Dori Caymmi e Edu Lobo, marcando a estreia de ambos nessa gravadora, a convite do então diretor artístico João Araújo. A canção "Um dia", do repertório deste disco, recebeu o prêmio de melhor letra no II Festival de Música Popular Brasileira da TV Record.

### Tropicalismo
Nesse mesmo ano, foi lançado seu primeiro LP individual, Caetano Veloso, que trouxe canções como "No dia em que vim-me embora", "Tropicália", "Soy loco por ti América", "Superbacana" e a canção Alegria, Alegria — também lançada em compacto simples — que, ao som das guitarras elétricas do grupo argentino Beat Boys, enlouqueceu o terceiro Festival de Música Popular Brasileira (TV Record, outubro de 1967), juntamente com Gilberto Gil, que interpretou Domingo no Parque, classificadas respectivamente em quarto e segundo lugar. Era o início do Tropicalismo, movimento este que representou uma grande efervescência na música popular brasileira.
Este marco foi realizado pelo lançamento do álbum Tropicalia ou Panis et Circencis (julho de 1968), disco coletivo que contou com as participações de outros nomes consagrados do movimento, como Nara Leão, Os Mutantes, Torquato Neto, Rogério Duprat, Capinam, Tom Zé, Gilberto Gil e Gal Costa. Ficou associada a este contexto a canção "É Proibido Proibir", da sua autoria (mesmo compacto que incluía a canção Torno a repetir, de domínio público), que ocasionou um dos muitos episódios antológicos da eliminatória do 3.º Festival Internacional da Canção (TV Globo), no Teatro da Universidade Católica (São Paulo, 15 de setembro de 1968). Vestido com roupa de plástico, acompanhado pelas guitarras distorcidas d'Os Mutantes, ele lança de improviso um histórico discurso contra a plateia e o júri. "Vocês não estão entendendo nada!", gritou. A canção foi desclassificada, mas também foi lançada em compacto simples. Em novembro, Gal defendeu sua canção "Divino maravilhoso", parceria sua com Gil, no mesmo musical onde participou defendendo a canção "Queremos guerra" (de Jorge Benjor). Caetano lançou um compacto duplo que continha a gravação do samba "A voz do morto" que foi censurado, com isso o LP foi recolhido das lojas.
O ímpeto tropicalista logo se viu sintonizado com a criação artística que fervilhava em outras linguagens. "Eu tinha escrito 'Tropicália' havia pouco tempo quando O Rei da Vela [texto de Oswald de Andrade, encenado por José Celso Martinez Corrêa] estreou. Assistir a essa peça representou para mim a revelação de que havia de fato um movimento acontecendo no Brasil. Um movimento que transcendia o âmbito da música popular", lembra o artista.
Naturalmente, o movimento não tardaria a abraçar também a esfera do comportamento. Caetano Veloso e Jorge Mautner foram os primeiros andróginos da música popular brasileira. Em seu primeiro show na volta ao Brasil, em 1972, Caetano encarava o público de brincos de argolas, tamancos, batom e tomara-que-caia. Caetano Veloso foi a maior referência para o artista Ney Matogrosso — que, mais tarde, estrearia no grupo Secos & Molhados.

### Ditadura militar
Desde o início da carreira Veloso sempre demonstrou uma posição política contestadora, sendo até confundido como um militante de esquerda, ganhando por isso a inimizade da ditadura militar instituída no Brasil de 1964 a 1985. Por esse motivo, as canções foram frequentemente censuradas neste período, e algumas até banidas. Em 27 de dezembro de 1968, Veloso e o parceiro Gilberto Gil foram presos, acusados de terem desrespeitado o hino nacional e a bandeira brasileira. Foram levados para o quartel do Exército de Marechal Deodoro, no Rio, e tiveram suas cabeças raspadas.
Ambos foram soltos em 19 de fevereiro de 1969, quarta-feira de cinzas, e seguiram para Salvador, onde tiveram de se manter em regime de confinamento, sem aparecer nem dar declarações em público. Em julho de 1969, após dois shows de despedida no Teatro Castro Alves, nos dias 20 e 21, Caetano e Gil partiram com suas mulheres, respectivamente as irmãs Dedé e Sandra Gadelha, para o exílio na Inglaterra. O espetáculo, precariamente gravado, se transformou no disco "Barra 69", de três anos mais tarde.
Antes de partir para o exílio, em abril e maio de 1969, Caetano gravou as bases de voz e violão do próximo disco, "Caetano Veloso", que foram mandadas para São Paulo, onde o maestro Rogério Duprat faria os arranjos e dirigiria as gravações do disco, lançado em agosto — um dos únicos que não traz uma foto sua na capa. No repertório, destaque para as canções "Atrás do trio elétrico" (lançada em novembro em compacto simples com "Torno a repetir"), "Irene" feita na cadeia em homenagem à irmã, o grande sucesso "Marinheiro só", e regravações de "Carolina", de Chico Buarque (regravada muitos anos depois no CD Prenda minha) e o tango argentino "Cambalache".
A canção "Não identificado", desse mesmo disco, foi lançada em novembro em compacto simples, juntamente com "Charles anjo 45", de Jorge Ben, em dueto com o próprio. Além disso, também trabalhou como produtor musical, com João Gilberto ("João voz e violão"), Jorge Mautner ("Antimaldito"), Gal Costa ("Cantar", cujo espetáculo originado deste também foi dirigido por ele) e a irmã Maria Bethânia ("Drama — Anjo Exterminado", com faixa-título da autoria), caracterizando-se também por numerosas canções gravadas por outros intérpretes.

### Década de 1970

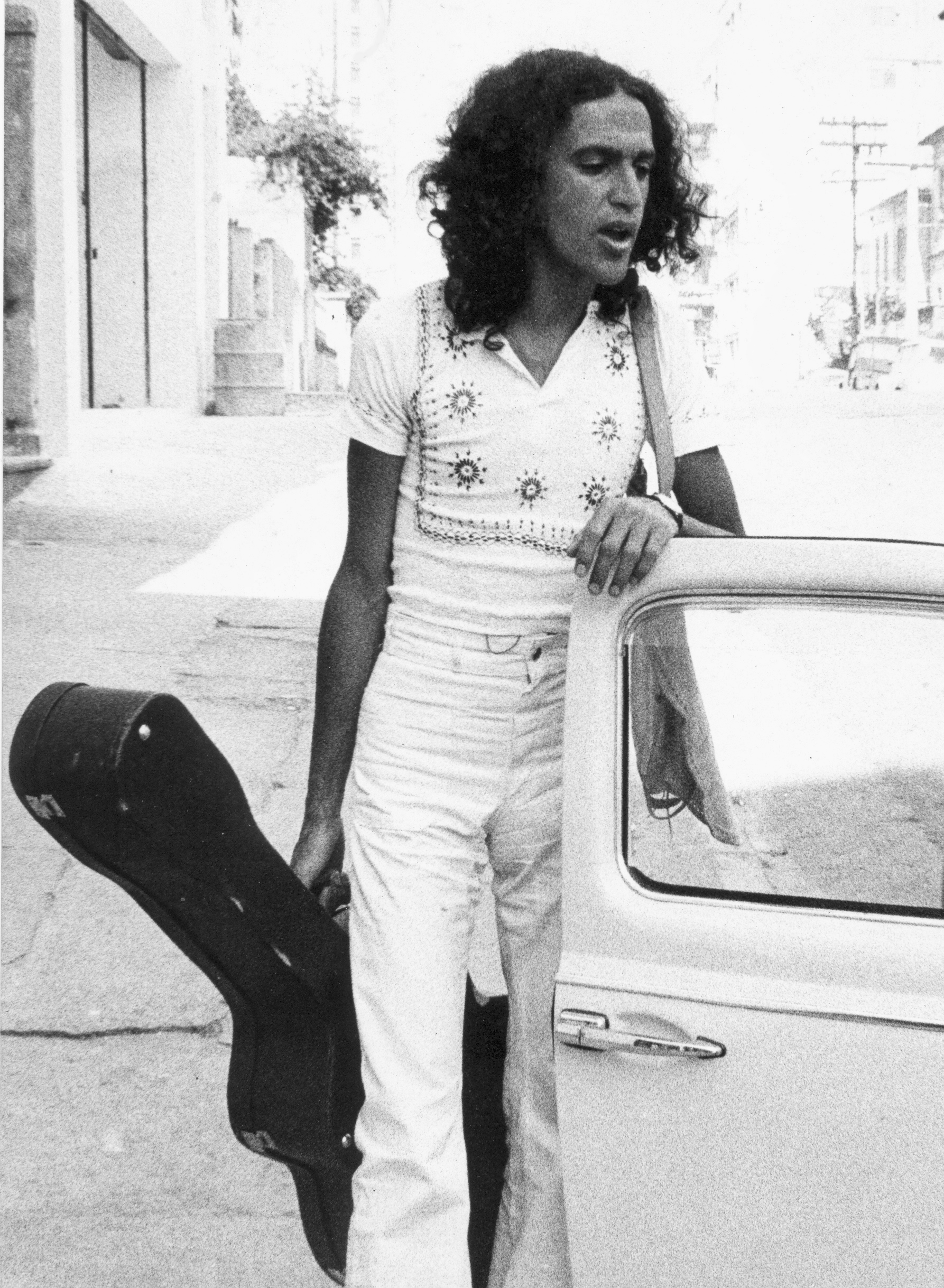
Caetano no início da década de 1970 em São Paulo

Caetano em 1972

A maior parte das canções do álbum Caetano Veloso, gravado em Londres pelo selo Famous da Paramount Records, foram cantadas em inglês, e Transa mesclou português e inglês nas canções, ambos de 1971. Um dos sucessos deste, London London, acabou por ser regravada pelo grupo RPM quinze anos depois, novamente colocando a canção nas paradas de sucesso, e a regravação de Asa branca (de autoria da dupla Luiz Gonzaga e Humberto Teixeira).
"Transa", com uma capa inusitada em formato de objeto tridimensional, com destaque para a regravação do samba "Mora na filosofia" (de autoria da dupla Monsueto e Arnaldo Passos) e "Triste Bahia" (feita sobre inspiração de um trecho de soneto do conterrâneo, o poeta barroco Gregório de Matos). "Transa" também iniciou uma trilogia marcada pelo experimentalismo. O segundo trabalho nesse caminho foi o polêmico "Araçá Azul" (1973), que surpreendeu pelo perfil anticomercial, tendo por isso grande número de devoluções, foi retirado de catálogo e relançado somente em 1987.
Em fins de 1971, também lançou o compacto duplo "O Carnaval de Caetano", com destaque para a canção "Chuva, suor e cerveja", que obteve enorme sucesso no ano seguinte. Na época, lançou outros compactos destinados ao mercado carnavalesco: "Piaba", "Um frevo novo", "A filha da Chiquita Bacana", "Massa real" e "Deus e o diabo". A última obra da trilogia foi "Joia" (1975), lançado juntamente com "Qualquer coisa". A capa original deste primeiro foi censurada por exibir um autorretrato, a então mulher e o filho nus — num desenho de sua autoria, cuja capa só seria reconstituída dezesseis anos depois, quando da reedição em CD. A capa de "Qualquer coisa" foi uma paráfrase ao do álbum Let It Be, do grupo inglês The Beatles, a quem homenageou justamente nesses dois discos, com as canções Lady Madonna, Eleanor Rigby e For No One ("Qualquer coisa") e Help ("Joia").
Em janeiro de 1972, Caetano Veloso retornou definitivamente ao Brasil, após haver visitado o país em agosto de 1971, onde participou de um encontro histórico, ao lado de João Gilberto e Gal Costa, realizado pela extinta TV Tupi. Ao lado deste que fora uma das maiores influências, participou em 1981 do álbum "Brasil", do seu mestre João Gilberto. O disco, que contou também com a presença de Gil e Bethânia, foi lançado pela gravadora WEA, paralelamente à estreia da peça "O percevejo", do poeta russo Vladimir Maiakóvski, com a participação de Dedé Veloso como atriz, e alguns poemas musicados pelo próprio Caetano. Um deles, "O amor", se tornaria sucesso na voz de Gal.
Em 1974, lançou, ao lado de Gil e Gal, o disco "Temporada de verão", gravado no Teatro Castro Alves, em Salvador, com destaque para a regravação de "Felicidade", de Lupicínio Rodrigues, e as inéditas "De noite na cama" (que seria regravada posteriormente por Marisa Monte e Erasmo Carlos, novamente obtendo êxito) e "O conteúdo", ambas de sua autoria.
Em 1973, apresentou-se no evento "Phono 73", série de espetáculos promovidos pela gravadora Philips com todo o elenco desta, no Anhembi, em São Paulo, onde ele cantou a canção "Eu vou tirar você deste lugar", do ícone considerado brega Odair José. Um compacto simples com as musicalizações para "Dias dias dias" (com citação para "Volta", de Lupicínio Rodrigues) e "Pulsar" (Augusto de Campos) saiu encartado em "Caixa preta" ("Edições Invenção"), obra do poeta em parceria com Júlio Plaza; quatro anos depois, também saiu acoplado ao livro "Viva vaia" (editora Duas Cidades), que seria então publicado por Augusto. Participou de um espetáculo com Gilberto Gil na Nigéria (1977), onde passaram cerca de um mês. Em abril, foi publicado pela editora Pedra q ronca o livro "Alegria alegria", com uma série de artigos, manifestos e poemas de Caetano, além de entrevistas com ele, realizada pelo conterrâneo, amigo e poeta Waly Salomão. Em 1977 vieram dois discos: "Muitos carnavais", com canções destinadas ao carnaval, feito a partir de gravações de músicas lançadas anteriormente em compactos, e "Bicho", que simulou uma incursão pela discoteca, gênero muito em voga na época, com destaque para a canção Tigresa, sucesso na voz de Gal Costa que fora composta em homenagem a atriz Sônia Braga (para quem também escreveu "Trem das cores", do disco "Cores e nomes", lançado em 1982). Em 1978, lançou o criticado "Muito", que iniciou a parceria com o grupo "A Outra Banda da Terra" (terminada em "Uns", lançado em 1983 que contou com a participação especial de Marina Lima, Antônio Cícero, a bateria da escola de samba GRES União da Ilha do Governador e a irmã Maria Bethânia na canção "É hoje") e foi um fracasso comercial — vendeu cerca de 30 000 cópias, com destaque para as canções "Terra", uma homenagem à Bahia, mas também ao planeta Terra, e "Sampa", escrita em homenagem à cidade de São Paulo, além de uma homenagem ao futebolista e ex-ministro dos esportes Pelé (Love love love) e a regravação de um sucesso da bossa nova, Eu sei que vou te amar, (de autoria da dupla Tom Jobim e Vinícius de Moraes).
Neste mesmo ano, lançou "Maria Bethânia e Caetano Veloso — ao vivo", que inicialmente seria concebido apenas na cidade natal para levantar fundos para a recuperação da catedral local, mas acabou sendo levado a várias cidades brasileiras. No ano seguinte, lançou o elogiado "Cinema Transcendental", cujo título era extraído da canção "Trilhos urbanos", no repertório. Atingindo a vendagem de cerca de 100 000 cópias, trouxe canções antológicas de sua autoria, como "Menino do Rio" (sucesso na voz de Baby Consuelo, atual Baby do Brasil), "Lua de São Jorge", "Beleza pura" (que se tornou o grande hit do LP), e "Cajuína"', e uma exaltação à religiosidade com "Oração ao tempo".
Em 1979, apresentou-se em um festival na TV Tupi defendendo a canção "Dona culpa ficou solteira", de Jorge Ben, onde foi vaiado e a canção desclassificada.
A década de 1970 foi muito importante para carreira de Caetano, e para toda a música popular brasileira. Entre as canções de Caetano mais representativas desse período, estão, entre outras: "Louco por você", "Cá-já", "A Tua presença morena", "Épico", "It's a long way", "Um índio", "Oração ao tempo", "A little more blue", "Nine out of ten", "Maria Bethânia", "Júlia/Moreno", "Minha Mulher", "Tigresa", "Cajuína", "You don't know me" e "London London".

### Doces Bárbaros
Ao lado dos colegas Gilberto Gil e Gal Costa, lançou o disco Doces Bárbaros, do grupo batizado com o mesmo nome e idealizado pela irmã Maria Bethânia, que era um dos vocais da banda. O disco é considerado uma obra-prima; apesar disso, curiosamente na época do lançamento (1976) foi duramente criticado. Ao longo dos anos, o lema "Doces Bárbaros" foi tema de filme com direção de Jom Tob Azulay, DVD e enredo da escola de samba GRES Estação Primeira de Mangueira em 1994, com a canção "Atrás da verde-e-rosa só não vai quem já morreu" (paráfrase do verso de "Atrás do trio elétrico", gravada em 1969), puxadores de trio elétrico no carnaval de Salvador, apresentaram-se na praia de Copacabana e numa apresentação para a então rainha da Inglaterra, Elizabeth II. O quarteto Doces Bárbaros era uma típica banda hippie dos anos 1970.
Inicialmente o disco seria gravado em estúdio, mas por sugestão de Gal e Bethânia, foi o espetáculo que ficou registrado em disco, sendo quatro daquelas canções gravadas pouco tempo antes no compacto duplo de estúdio, com as canções "Esotérico", "Chuckberry Fields Forever", "São João Xangô Menino" e "O seu Amor", todas gravações raras.

### Década de 1980
Nos anos 1980, cresceu a popularidade no exterior, principalmente em Israel, Portugal, França e África. Comandou, em 1986, ao lado de outro dos grandes cantores de sua geração, o carioca Chico Buarque, com quem gravou um antológico disco ao vivo em 1972, na apresentação do programa Chico e Caetano (TV Globo). O sucesso deste acabou por originar o álbum Melhores momentos de Chico e Caetano, que contou com a participação especial, dentre outros, de Rita Lee, Jorge Benjor, Astor Piazzolla, Elza Soares, Tom Jobim, Luiz Caldas, o grupo Fundo de Quintal e Paulo Ricardo.

Caetano em 80s

Além deste, neste ano lançou dois discos: Totalmente demais, originado de um espetáculo acústico (outubro de 1985) que fora gravado no hotel carioca Copacabana Palace. Este disco, lançado para o projeto "Luz do Solo" inclusive, foi o primeiro grande sucesso da carreira, que vendeu cerca de 250 000 cópias e que trouxe regravações de canções que fizeram sucesso na voz de outros cantores, com destaque para a faixa-título, proibida pelo regime militar havia três anos, e ainda "Caetano Veloso", também conhecido como "Acústico", pelo selo Nonesuch, que trouxe regravações dos antigos sucessos neste formato. Este disco contou com a participação especial de três músicos: Tony Costa (violão), Marcelo Costa e Armando Marçal (percussão). Lançado inicialmente nos Estados Unidos, onde foi gravado, foi distribuído no Brasil somente quatro anos depois (outubro de 1990) e obteve boa recepção crítica, originando um espetáculo na casa carioca Canecão, que seria reiniciado em abril de 1991. Nesse mesmo mês, no dia 21, dia de Tiradentes, fez uma apresentação em homenagem ao Dia da Terra, que contou com a participação de cerca de 50 000 pessoas, realizado na enseada do Botafogo, no Rio de Janeiro.
Em 1981, o disco "Outras palavras" atingiu a marca de 100 000 cópias vendidas, tornando-se o maior sucesso da sua carreira até então e lhe garantindo o seu primeiro disco de ouro. A vendagem deste disco foi impulsionada pelos sucessos "Lua e estrela" e "Rapte-me camaleoa", esta última composta em homenagem à atriz Regina Casé. Neste disco, também homenageou a também atriz Vera Zimmerman, com a canção "Vera Gata", a língua portuguesa, numa incursão poética vanguardista (com a faixa-título), o estado de São Paulo ("Nu com a minha música"), o poeta Paulo Leminski ("Verdura"), a cultura do candomblé e umbanda ("Sim/não"), o grupo Os Trapalhões ("Jeito de corpo") e o cantor francês Henri Salvador (Dans mon île), a quem também homenagearia na canção "Reconvexo", gravada por Maria Bethânia. Nessa mesma época, causou polêmica ao se desentender com a imprensa especializada (jornalistas e poetas como Décio Pignatari, com quem se reconciliaria em 6 de dezembro de 1986, José Guilherme Merquior — que o acusou de "pseudointelectual que tenta usurpar a área do pensamento", e Paulo Francis).
Participou como ator, em 1982, do filme Tabu, de Júlio Bressane, onde interpretou o compositor Lamartine Babo, e sete anos depois, de "Os Sermões — A História de Antônio Vieira", como Gregório de Matos, também de autoria de Júlio. No ano seguinte, inaugurou o programa Conexão Internacional, da extinta Rede Manchete, numa gravação realizada em Nova Iorque, onde entrevistou Mick Jagger, cantor do grupo Rolling Stones. Em fins de 1988 — dezembro, a editora Lumiar publicou um songbook (livro de canções), produzido por Almir Chediak, desmembrado em dois volumes e com as letras e cifras de 135 músicas.
Em 1984, veio "Velô", acompanhado pelos músicos da Banda Nova, com destaque, dentre outras, para "Podres poderes", "O pulsar", a regravação de "Nine out of ten" (gravada originalmente no álbum "Transa", de 1972), "O quereres", uma homenagem ao pai com "O homem velho", "Comeu", "Shy moon" e "Língua", uma homenagem à língua portuguesa. Estas duas últimas contaram com as participações especiais de Ritchie e Elza Soares.
Valendo-se ainda do filão engajado da pós-regime militar cantou, ainda que com uma participação individual diminuta, no coro da versão brasileira de We Are the World, o hit estadunidense que juntou vozes e levantou fundos para a África ou USA for Africa. O projeto Nordeste Já (1985), abraçou a causa da seca nordestina, unindo 155 vozes num compacto, de criação coletiva, com as canções "Chega de Mágoa" e "Seca d´Água". Elogiado pela competência das interpretações individuais, foi no entanto criticado pela incapacidade de harmonizar as vozes e o enquadramento de cada uma delas no coro.
A década de 1980 foi o momento em que Caetano começou a lançar seus discos e fazer shows maiores no exterior. Dentre as gravações mais representativas deste período na carreira do artista, e para toda a música popular brasileira, estão, entre outras: "Os outros românticos", "O estrangeiro", "José", "Giulieta Massina", "O ciúme", "Eu sou neguinha", "Ele me deu um beijo na boca", "Outras Palavras", "Peter Gast", "Eclipse oculto", "Luz do sol", "Jasper", "Queixa", "O quereres", "O homem velho", "Trem das cores", "Noite de Hotel", "Este amor", "Rapte-me camaleoa", "Língua" e "Podres Poderes". Da vasta discografia, destacou-se também o álbum "Estrangeiro", gravado em Nova Iorque, após uma série de apresentações na Itália em abril, foi gravado em parceria com Arto Lindsay, que obteve ótima recepção crítica da imprensa dos Estados Unidos, rendendo-lhe o extinto Prêmio Sharp (atual "Prêmio Tim") de música (1989), tendo como um dos grandes êxitos a canção "Meia lua inteira" (de um compositor até então novato, Carlinhos Brown), que integrou a trilha sonora da telenovela Tieta de Aguinaldo Silva. Um dos discos mais aclamados pela crítica estrangeira foi o álbum "Estrangeiro", lançado em 1989.

### Década de 1990

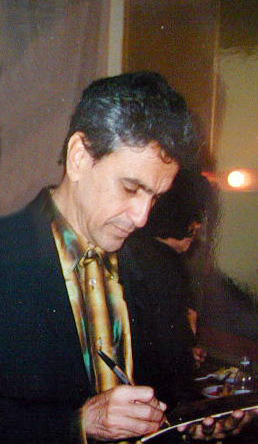
Caetano em 1996

Em julho de 1990, participou do Festival de Jazz de Montreux, na Suíça. Merecem destaque também os álbuns "Circuladô" (1991), novamente produzido por Arto Lindsay após ter realizado em setembro alguns espetáculos na casa de espetáculos nova-iorquina Town Hall, cuja faixa-título é inspirada num poema de Haroldo de Campos, colaborador de longa data, que originou um álbum duplo ao vivo e ainda um documentário, como também um especial de cinco programas na TV Manchete, dirigido por Walter Salles. Em outubro, escreveu, no jornal The New York Times, um longo artigo, de profundas implicações culturais, sobre a cantora Carmen Miranda, paralelamente ao lançamento de outro livro: "Caetano, por que não?", de autoria de Gilda Dieguez e Ivo Lucchesi, pela Editora Francisco Alves. Em maio, pela segunda vez, recebeu o Prêmio Sharp de Música. A tropicália seria retomada no álbum "Tropicália 2" (1993), que comemorou os 25 anos do movimento e trinta anos de amizade entre Caetano e Gil, e ainda retomando a parceria entre ambos, contendo algumas doses de experimentalismo ("Rap popcreto", "Aboio", "Dada", "As coisas"), uma crítica à situação política do país ("Haiti" — rap social da dupla), uma homenagem ao cinema (o movimento Cinema novo), ao carnaval baiano ("Nossa gente" — também gravada pela banda Cheiro de Amor com sucesso), ao poeta Arnaldo Antunes ("As coisas" — cuja letra foi musicada de um trecho deste livro homônimo), e ainda ao músico Jimi Hendrix, com Wait until tomorrow. Anteriormente, ambos já haviam lançado um compacto simples com as canções "Cada macaco no seu galho" (Riachão), também inclusa no repertório deste, e "Chiclete com banana" (Gordurinha e Almira Castilho).
Em 1993, foi lançado o livro "Caetano — esse cara", de Héber Fonseca, publicado pela editora Revan, que continha depoimentos dados ao longo da carreira em várias publicações, como emissoras de rádio e televisão brasileiras. Também gravou um LP em espanhol, "Fina Estampa" (1994), que trouxe clássicos latino-americanos com arranjos do maestro e violoncelista Jacques Morelenbaum, em estilo de bossa nova, e originou um álbum ao vivo homônimo, com parte daquelas canções entre outras músicas consagradas e pouco conhecidas da música popular brasileira ("O samba e o tango", "Canção de amor", "Suas mãos", "Lábios que beijei", Você esteve com meu bem), regravações dos antigos sucessos ("Haiti", "O pulsar", "Itapuã", Soy loco por ti América) e canções em espanhol fora do disco de estúdio, com Cucurrucucú paloma, La barca e Ay amor. O espetáculo contou com poucas apresentações em território nacional, apresentando-se principalmente na cidade italiana de Nápoles (agosto de 1994, num encontro com o cantor Lucio Dalla). Inclusive a versão em CD do álbum de estúdio trouxe três músicas a mais: Tonada de luna llena, Lamento borincano e Vete de mi.
A 25 de março de 1996, foi agraciado com o grau de Comendador da Ordem do Infante D. Henrique, de Portugal.
Outro trabalho que obteve relevante sucesso foi Omaggio a Federico e Giulietta (1999), com parte das canções em italiano (Come prima, Gelsomina e Luna rossa, que integrou a trilha sonora da telenovela Terra Nostra, de Benedito Ruy Barbosa), consistindo em uma homenagem ao cineasta italiano Federico Fellini e a esposa, a atriz cinematográfica Giulietta Masina, a quem também homenagearia na canção homônima, incluída neste mesmo disco. Ela também fez parte do repertório do disco "Caetano" (1987), que vendeu 100 000 cópias. Inclusive esta canção foi proibida na época do lançamento. Diferentemente dos lançamentos anteriores, este "Caetano" não foi acompanhado de entrevistas. Caetano, desgostoso com a imprensa, quis cortar relações com ela. O espetáculo realizado em Paris (março de 1988), lhe garantiu uma aparição exclusiva na revista Vogue. Em 1996, foi alvo de criação de outro livro: "O arco da conversa: um ensaio sobre a solidão", de Cláudia Fares (Cada Jorge Editorial). Em 1997, redigiu o texto de "Verdade Tropical" (editora Companhia das Letras — 524 páginas), livro este onde relatou as lembranças do tropicalismo e um relato pessoal sobre a sua visão de mundo. Em 1997, também houve o lançamento do CD "Livro", muito elogiado pela crítica especializada e indicado para o prêmio "Grammy Latino" em setembro de 2000, na categoria World Music. No repertório, a recriação de um trecho do poema O Navio Negreiro, do conterrâneo Castro Alves; algumas canções inéditas ("Os passistas", "Doideca", "Você é minha", "Livro", "Um tom", 'Manhatã" — dedicada a Lulu Santos -, "Não enche", "Alexandre" e "Para ninguém"), regravações de clássicos da música popular brasileira ("Na baixa do sapateiro', de Ary Barroso) e de canções de sua autoria ("Onde o Rio é mais baiano" e "Minha voz, minha vida", feita nos anos 1980, mais precisamente em 1982, para Gal Costa gravar), e "How beautiful could a being be", do filho Moreno Veloso.
Deste disco, foi originado o espetáculo "Prenda minha", que, por sua vez, originou o também elogiado CD homônimo, lançado em fins de 1998, que trouxe regravações dos antigos sucessos entre outras canções consagradas, na ausência total de canções do disco de estúdio. Inclusive este CD foi o primeiro a atingir a marca de 1 000 000 de cópias vendidas na sua carreira, vendagem esta alavancada pelo estrondoso sucesso da regravação da canção "Sozinho" (Peninha), que, incluída na trilha sonora da telenovela Suave Veneno, de Aguinaldo Silva, explodiu nas rádios brasileiras. Exibiu alta produtividade também como compositor, com viés predominantemente poético e intelectual.

### Década de 2000

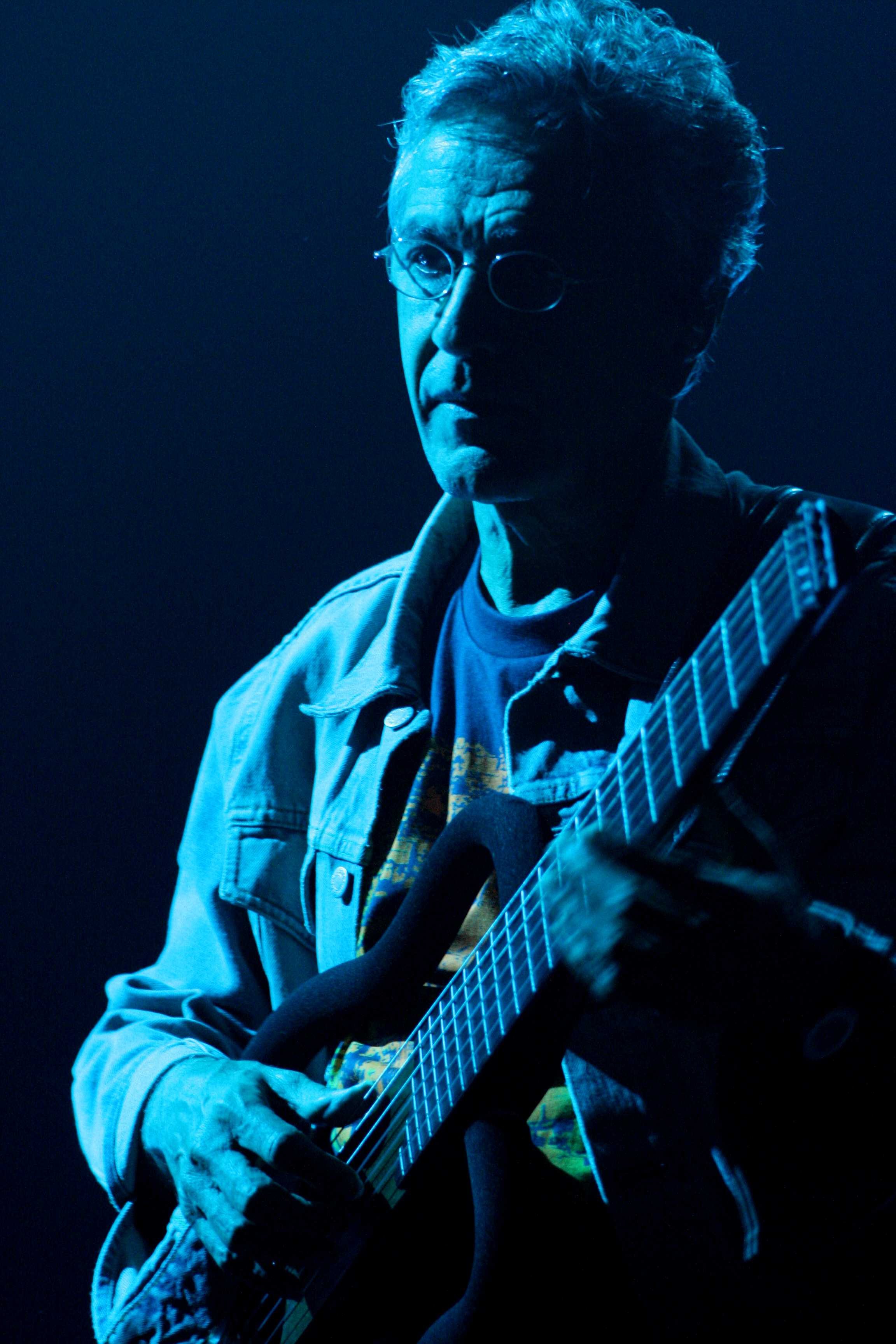
Caetano Veloso no TIM Festival

Lançou ainda o CD "Noites do norte" (2000), que trata das culturas negras e africanas, onde todas as canções são inéditas, e cuja-faixa título foi extraída de um trecho de livro de Joaquim Nabuco, e que também originou um álbum duplo ao vivo e um DVD, contendo a íntegra do espetáculo. Gravou um disco com Jorge Mautner em 2002, Eu não peço desculpa, que inclusive foi indicado ao prêmio "Grammy Latino" no ano seguinte, na categoria melhor álbum de música popular brasileira, na mesma época em que participou na Pontifícia Universidade Católica de São Paulo, de um especial realizado pela TV Cultura, em homenagem ao poeta, crítico e tradutor Haroldo de Campos — fundador do movimento de poesia concreta nos anos 1950 -, que havia falecido em 16 de agosto daquele mesmo ano. No super-elogiado e polêmico "Cê" (2006), retomou o repertório pop contido em outros discos, como "Transa" e "Velô". Este disco causou polêmica por conter algumas letras picantes que remetem à sexualidade, como "Outro", "Deusa urbana", "Homem" e "Por quê'.
Caetano Veloso foi designado como perito no processo João Gilberto x EMI, no qual constatou adulterações nas gravações de João causadas pela gravadora. Nas palavras de Caetano, "por essas falhas gritantes da Ré (EMI), João Gilberto sofreu e continua sofrendo incalculáveis prejuízos".
Em 2003, lançou o primeiro DVD-áudio, "Muito mais", que foi bônus da caixa "Todo Caetano', lançada em fins do ano anterior (dezembro) em comemoração aos 35 anos de carreira (foi lançada originalmente em 1996, com trinta álbuns), e cujo repertório apresenta canções consagradas do artista escolhidas pelos fãs através da Internet, rede mundial de computadores. Em 2004, foi considerado um dos mais respeitados e produtivos pop stars latino-americanos no mundo, com mais de cinquenta álbuns lançados, incluindo canções em trilhas sonoras de filmes de longa-metragem como Hable con ella, de Pedro Almodóvar; Frida, uma biografia de Frida Kahlo; S. Bernardo, de Leon Hirszman, com roteiro a partir do romance homônimo de Graciliano Ramos; o documentário Cinema Falado, relançado em 2003 em DVD, cujo título remete ao primeiro verso de um antigo samba de Noel Rosa; Lisbela e o Prisioneiro, de Guel Arraes; Tieta do Agreste, de Cacá Diegues, baseado no romance homônimo do escritor Jorge Amado; A dama do lotação, de Neville de Almeida, baseado no conto homônimo de Nelson Rodrigues; O Quatrilho, de Fábio Barreto; O coronel e o lobisomem; Orfeu; Proezas do Satanás na Terra do Leva-e-Traz, de Paulo Gil Soares; Ó Paí, Ó, de Monique Gardenberg, dentre outros.
Em 2000, Caetano Veloso produziu o disco "João Voz e Violão", de João Gilberto. Em 2001, o disco ganhou o prêmio Grammy de melhor álbum de World Music.
Em 2002, publicou um livro sobre o movimento da tropicália, Tropical Truth: A Story of Music and Revolution in Brazil ("Tropicália: uma história de música e revolução no Brasil"). A primeira produção de um CD totalmente em inglês (já havia lançado o disco "Fina Estampa" totalmente em espanhol) foi A Foreign Sound (2004), no qual interpretou clássicos das músicas estadunidense e inglesa. Em 2007, a Universal Music lançou "Quarenta Anos Caetanos", caixa dividida em quatro partes, contendo toda a discografia oficial, em comemoração aos quarenta anos de parceria entre Caetano e a gravadora.
Em 2008, Caetano e o cantor Roberto Carlos fizeram um show juntos em tributo a Antônio Carlos Jobim, no qual foi registrado o CD e DVD Roberto Carlos e Caetano Veloso e a música de Tom Jobim. Caetano, em maio de 2008, estreou o show "Obra em Progresso", onde canta canções de sua carreira, mas sobretudo canções inéditas. O show só foi apresentado na cidade do Rio de Janeiro, e acabou voltando no mês de agosto à mesma cidade. Entre as canções novas apresentadas ao público que lotou as noites nas casas Vivo Rio e Teatro Casa Grande, estão: "Falso Leblon", "Lobão tem Razão", "Perdeu" e "Base de Guantánamo". As canções inéditas do show "Obra em Progresso" foram gravados em disco, todo produzido em estúdio no segundo semestre de 2008 e lançado em abril de 2009 com o título de "zii e zie".
Foi feito um blogue para o cantor para este projeto iniciado em 2008 -e que terminou no mesmo mês do lançamento do álbum de estúdio-. A turnê seguiu pelo Brasil e exterior entre 2009 e 2010.

### Década de 2010

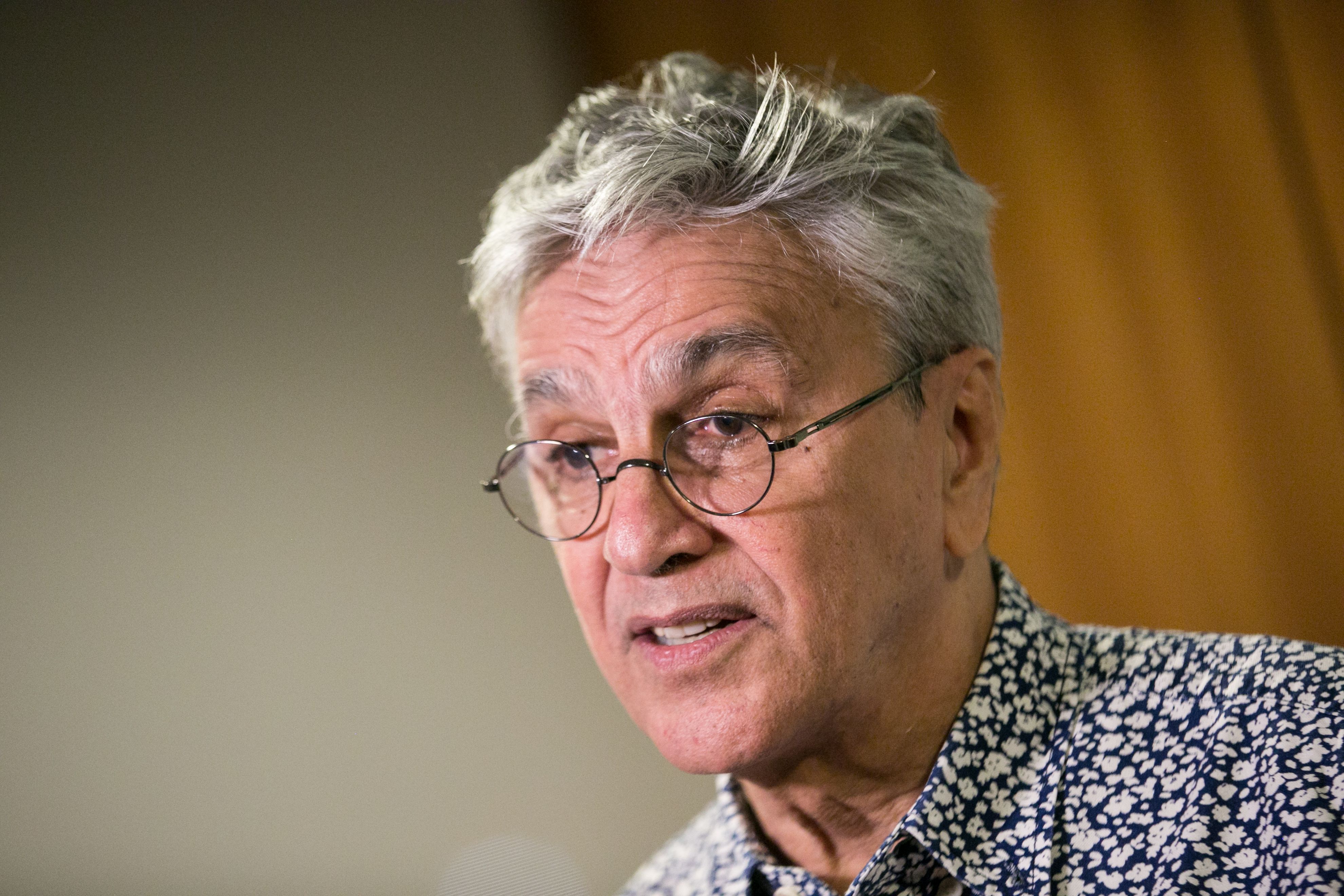
Caetano Veloso na entrega da medalha de Ordem ao Mérito Cultural, 2015

No ano de 2011, Caetano lançou o CD simples "MTV Ao Vivo — Zii e Zie", e o DVD duplo com a íntegra do show "Zii e Zie", gravado na casa Vivo Rio, mais alguns momentos do show Obra em Progresso, gravado em 2008 no Teatro Oi Casa Grande, também no Rio de Janeiro. Os dois grandes projetos de Caetano para o ano de 2011 são o disco de inéditas de Gal Costa, onde todas as canções serão dele, e o terceiro disco dele com a banda Cê.
Em 2013, veio a público que o cantor faz parte do conselho da Associação Procure Saber, formada por artistas e seus representantes. Presidida pela produtora cultural Paula Lavigne, ex-mulher de Caetano, a Procure Saber é contra a publicação de biografias não-autorizadas de pessoas públicas. Entre seus membros, estavam também os cantores Roberto Carlos, Djavan e Chico Buarque. A intenção do grupo era impedir que uma ação direta de inconstitucionalidade movida pela Associação Nacional de Editores de Livros (Anel) fosse aceita pelo Supremo Tribunal Federal. Na ação, a Anel questiona a validade dos artigos 20 e 21 do Código Civil, que exigem autorização prévia do biografado para publicação de obras a seu respeito caso elas lhe atinjam a honra, a boa fama ou a respeitabilidade ou se forem feitas para fins comerciais. Segundo a Anel, a Constituição Federal afirma que a expressão da atividade intelectual, artística, científica e de comunicação é livre e independe de censura ou licença. A posição da Procure Saber foi vista por escritores e por diversos setores da sociedade e da mídia como um apoio à censura.
Em outubro de 2013, o jornal Folha de S.Paulo revelou a existência de uma biografia do cantor não publicada por falta de autorização. Caetano usou algumas vezes o espaço de sua coluna semanal no jornal O Globo para defender a associação e chegou a criticar Roberto Carlos ao dizer que o cantor havia demorado para vir a público para falar sobre o assunto. Pouco depois, Roberto Carlos anunciou sua saída do grupo. Em sua coluna no jornal, Caetano pediu desculpas. Em 2016 Veloso saiu vencedor no Prêmio da Música Brasileira pelo álbum Dois Amigos, um Século de Música ao lado de Gilberto Gil, na categoria Álbum de MPB e também como vencedor na categoria Cantor de MPB.
Em 5 de agosto de 2016 participou da cerimônia de abertura dos Jogos Olímpicos Rio 2016, cantando Isso Aqui, o Que É ao lado de Gilberto Gil e Anitta. No final do mesmo ano, saiu o disco novo da banda Fresno que conta com a sua participação na faixa 3, Hoje Sou Trovão. Em maio de 2017, depois de muita polêmica envolvendo o assunto biografias não-autorizadas, chegou às livrarias o livro "CAETANO — uma biografia (a vida de Caetano Veloso, o mais Doce Bárbaro dos Trópicos), de autoria de Carlos Eduardo Drummond e Marcio Nolasco. Seu álbum Ofertório (Ao Vivo), gravado com os filhos Moreno, Zeca e Tom, foi eleito o 25.º melhor disco brasileiro de 2018 pela revista Rolling Stone Brasil.

## Vida pessoal

### Filhos

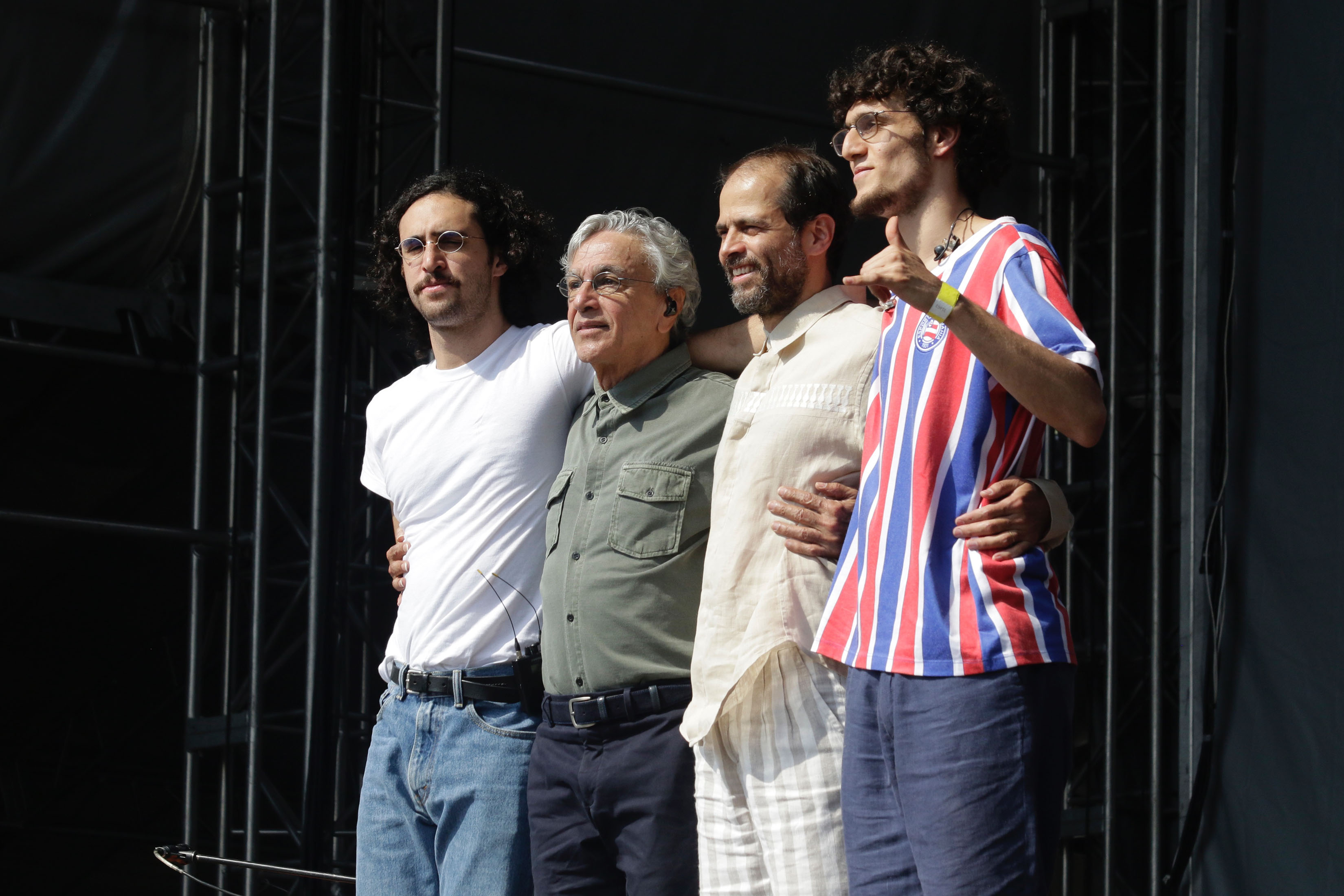
Caetano junto com seus filhos

Caetano Veloso tem três filhos de dois relacionamentos distintos. Zeca e Tom Veloso, que fazem parte da Igreja Universal do Reino de Deus, são filhos provenientes do relacionamento com Paula Lavigne, enquanto Moreno Veloso é fruto do relacionamento com Dedé Gadelha, com quem eles também tiveram Júlia, que morreu logo após nascer prematura.

### Relacionamento com Paula Lavigne
Paula Lavigne e Caetano Veloso se conheceram nos bastidores de uma peça de teatro em 1982. Foram fotografados pela primeira vez em 1986. Em 1998, ela deu uma entrevista para a revista Playboy dizendo que tinha perdido sua virgindade aos 13 anos, quando Caetano tinha 40. Hoje o caso se enquadraria na Lei n. 12.015/2009, mas na época a legislação era diferente e não existia o conceito de estupro de vulnerável. Os casos do tipo eram baseados em outros trechos da lei e analisados um por um, mas havia o entendimento que para o Ministério Público se manifestar precisaria haver o pedido da vítima ou de seus representantes legais, o que não aconteceu.

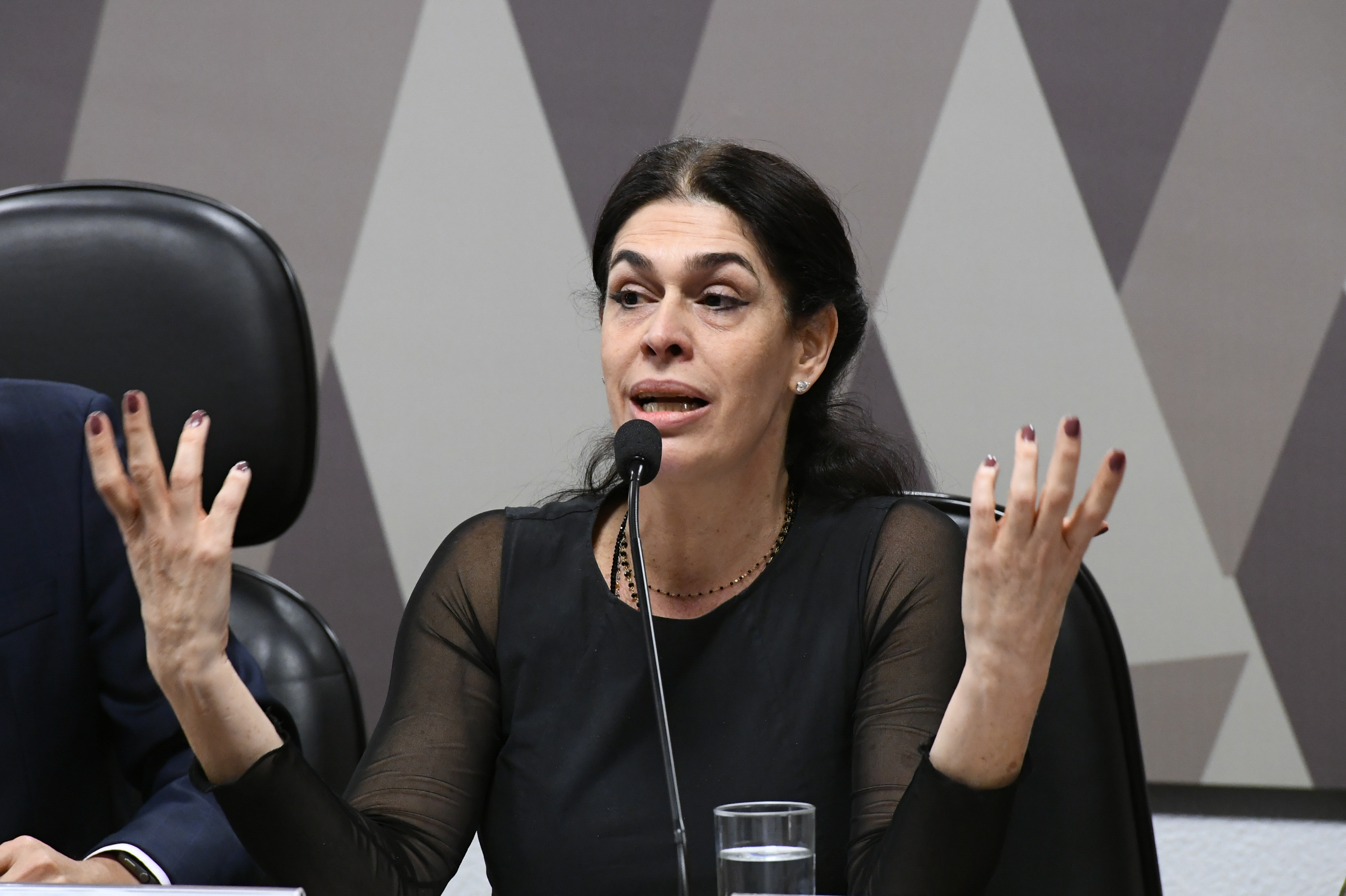
Paula Lavigne e Caetano mantiveram um relacionamento amoroso entre 1986 e 2004.

A informação vazou antes da revista ser publicada e causou um escândalo. Paula confirmou sua veracidade para Rui Dantas da Folha de S.Paulo, e disse estar irritada com o vazamento por ter tirado a história de contexto e que se arrepende de ter contado o caso. Ela também declarou que não tomaria medidas judiciais contra a revista e exigiu que Caetano retirasse parágrafos inteiros que continham informações sobre a intimidade do casal de sua biografia, Verdade Tropical. O relacionamento dos dois durou de 1986 a 2004. Paula Lavigne trabalha como empresária de Caetano, e afirma ter feito o rendimento dele multiplicar por dez. O casal tem dois filhos, Zeca Veloso e Tom Veloso. Após o divórcio, ambos mantiveram uma postura amigável e ela continuou sendo empresária de Caetano. Se reconciliaram em fevereiro de 2016.
Devido às acusações de pedofilia ocorridas dentro do contexto da eleição presidencial de 2018, Caetano e Paula Lavigne processaram 23 pessoas, incluindo Marcos Feliciano, Olavo de Carvalho, o analista político Vinícius Carvalho Aquino, Flavio Morgenstern e Alexandre Frota, Kim Kataguiri, Renan Santos, o MBL e o Movimento Renovação Liberal, juntamente com seus líderes. As condenações ocorreram em 2017. A defesa queria uma indenização de R$ 100 mil e que os envolvidos apaguem a postagem em 48 horas sob pena de uma multa diária de R$10 mil, além de estarem proibidos de criar novas postagens o caluniando, difamando ou injuriando. A ação original também envolvia o caso com o processo de Gilberto Gil contra Alexandre Frota, mas o trecho foi declinado pela juíza e movido para um processo paralelo. Depois que o MBL informou que estava sendo processado, a hashtag ficou no trending topics no Twitter. Flávio Morgenstern precisou pagar 120 mil reais. Frota não pagou os 60 mil reais exigidos e o valor subiu para 94 mil reais. Ele não pagou novamente e seus bens estão ameaçados de serem penhorados. Olavo de Carvalho não apagou as postagens em 281 dias e a multa aumentou para 2,8 milhões reais. O Twitter também foi intimado a deletar as postagens, mas não cumpriu e foi multado em 220 mil reais. Marco Feliciano foi absolvido em 2022 pelo juiz entender que ele exerceu "o exercício legítimo da liberdade de criticar" e Caetano precisou pagar 6 mil reais para o pastor. Em 2018, Caetano processou uma mulher que o chamou de macaco pedófilo em postagem do MBL nas redes sociais. Os advogados de Caetano alegam que ele foi vítima de racismo e a postagem fere sua moral, pedindo a sua remoção e uma indenização de 30 mil reais. Na condenação, Maria Carla Petrellis precisará apagar as mensagens e pagar uma multa de 1,5 mil reais para cada dia de atraso.

## Filmografia
- Pablo e Luisão (2025)[55]
- Coração Vagabundo (2008)[56]
- Vinicius (2005)
- Hable con ella (2002)
- O Cinema Falado (1986)
- Nova Onda (1983)
- O Mundo Mágico dos Trapalhões (1981)
- Doces Bárbaros (1976)
- Os Herdeiros (1969)

## Prêmios e indicações
Em 21 de novembro de 2023, foi agraciado com o grau de Grande Oficial da Ordem de Rio Branco.

### Grammy Awards
| Ano  | Categoria                     | Indicação                                                           | Resultado |
| ---- | ----------------------------- | ------------------------------------------------------------------- | --------- |
| 2001 | Melhor Álbum de Música Global | João Voz e Violão                                                   | Venceu    |
| 2002 | Melhor Álbum de Música Global | Livro                                                               | Venceu    |
| 2002 | Melhor Álbum Tropical Latino  | Canto — Los Super Seven                                             | Indicado  |
| 2004 | Melhor Álbum de Música Global | Live in Bahia                                                       | Indicado  |
| 2017 | Melhor Álbum de Música Global | Dois Amigos, Um Século de Música: Multishow Live (com Gilberto Gil) | Indicado  |

### Grammy Latino
| Ano  | Categoria                                 | Indicação                                                                    | Resultado |
| ---- | ----------------------------------------- | ---------------------------------------------------------------------------- | --------- |
| 2000 | Melhor Álbum de MPB                       | Livro                                                                        | Venceu    |
| 2000 | Álbum do Ano                              | Livro                                                                        | Indicado  |
| 2000 | Produtor Musical do Ano                   | Caetano Veloso                                                               | Indicado  |
| 2001 | Melhor Álbum de MPB                       | Noites do Norte                                                              | Venceu    |
| 2001 | Melhor Canção Brasileira                  | Sou Seu Sabiá                                                                | Indicado  |
| 2001 | Melhor Canção Brasileira                  | Zera a Reza                                                                  | Indicado  |
| 2003 | Melhor Álbum de MPB                       | Eu Não Peço Desculpa (com Jorge Mautner)                                     | Venceu    |
| 2003 | Melhor Álbum Pop Contemporâneo Brasileiro | Live in Bahia                                                                | Indicado  |
| 2004 | Melhor Canção Brasileira                  | Você Não Me Ensinou a Te Esquecer                                            | Indicado  |
| 2007 | Melhor Álbum de Cantor/Compositor         | Cê                                                                           | Venceu    |
| 2007 | Melhor Canção Brasileira                  | Não Me Arrependo                                                             | Venceu    |
| 2008 | Melhor Álbum de MPB                       | Cê — Multishow Ao Vivo                                                       | Indicado  |
| 2009 | Melhor Álbum de Cantor/Compositor         | Zii e Zie                                                                    | Venceu    |
| 2009 | Melhor Vídeo Musical (versão longa)       | Roberto Carlos e Caetano Veloso e a Música de Tom Jobim (com Roberto Carlos) | Venceu    |
| 2009 | Melhor Canção Brasileira                  | A Cor Amarela                                                                | Indicado  |
| 2011 | Melhor Álbum de Rock Brasileiro           | MTV Ao Vivo — Zii e Zie                                                      | Venceu    |
| 2011 | Melhor Álbum de MPB                       | Multishow ao Vivo: Caetano e Maria Gadú (com Maria Gadú)                     | Indicado  |
| 2012 | Personalidade do Ano                      | Caetano Veloso                                                               | Venceu    |
| 2012 | Melhor Álbum de MPB                       | Ivete, Gil e Caetano (com Ivete Sangalo e Gilberto Gil)                      | Venceu    |
| 2012 | Álbum do Ano                              | Ivete, Gil e Caetano (com Ivete Sangalo e Gilberto Gil)                      | Indicado  |
| 2012 | Melhor Vídeo Musical (versão longa)       | Ivete, Gil e Caetano (com Ivete Sangalo e Gilberto Gil)                      | Indicado  |
| 2013 | Melhor Álbum de Cantor/Compositor         | Abraçaço                                                                     | Venceu    |
| 2013 | Gravação do Ano                           | Um Abraçaço                                                                  | Indicado  |
| 2013 | Canção do Ano                             | Um Abraçaço                                                                  | Indicado  |
| 2013 | Melhor Canção Brasileira                  | Um Abraçaço                                                                  | Indicado  |
| 2014 | Melhor Canção Brasileira                  | A Bossa Nova é Foda                                                          | Venceu    |
| 2014 | Canção do Ano                             | A Bossa Nova é Foda                                                          | Indicado  |
| 2020 | Melhor Álbum de MPB                       | Caetano Veloso & Ivan Sacerdote (com Ivan Sacerdote)                         | Indicado  |
| 2020 | Melhor Canção em Língua Portuguesa        | "Pardo" — Céu (como compositor)                                              | Indicado  |
| 2021 | Gravação do Ano                           | "Talvez" (com Tom Veloso)                                                    | Venceu    |

### MTV Video Music Brasil
| Ano  | Categoria            | Indicação                                       | Resultado |
| ---- | -------------------- | ----------------------------------------------- | --------- |
| 1998 | Videoclipe de MPB    | Não Enche                                       | Venceu    |
| 1998 | Atitude MTV          | Caetano Veloso (por sua "atitude" em Não Enche) | Venceu    |
| 1998 | Videoclipe do Ano    | Não Enche                                       | Indicado  |
| 1999 | Videoclipe do Ano    | Sozinho                                         | Indicado  |
| 1999 | Escolha da Audiência | Sozinho                                         | Indicado  |
| 1999 | Videoclipe de MPB    | Sozinho                                         | Indicado  |
| 2002 | Videoclipe de MPB    | Todo Errado (com Jorge Mautner)                 | Indicado  |

### Prêmio da Música Brasileira
| Ano  | Categoria                | Indicação                                           | Resultado |
| ---- | ------------------------ | --------------------------------------------------- | --------- |
| 1989 | Melhor Cantor de MPB     | Caetano Veloso                                      | Venceu    |
| 1989 | Melhor Disco de MPB      | Estrangeiro                                         | Venceu    |
| 1989 | Melhor Projeto Visual    | Caetano Veloso e Hélio Eichbauer                    | Venceu    |
| 1991 | Melhor Cantor de MPB     | Caetano Veloso                                      | Venceu    |
| 1991 | Melhor Mùsica de MPB     | Itapuã                                              | Venceu    |
| 1992 | Melhor Cantor de MPB     | Caetano Veloso                                      | Venceu    |
| 1992 | Melhor Disco de MPB      | Circuladô                                           | Venceu    |
| 1992 | Melhor Projeto Visual    | Caetano Veloso, Hélio Eichbauer e Arthur Fróes      | Venceu    |
| 1995 | Melhor Arranjador de MPB | Caetano Veloso e Jaques Morelenbaum                 | Venceu    |
| 2015 | Melhor DVD               | Abraçaço                                            | Indicado  |
| 2015 | Melhor Cantor de MPB     | Caetano Veloso                                      | Indicado  |
| 2016 | Melhor Álbum de MPB      | Dois Amigos, Um Século de Música (com Gilberto Gil) | Venceu    |
| 2016 | Melhor Cantor de MPB     | Caetano Veloso                                      | Venceu    |
| 2016 | Melhor DVD               | Dois Amigos, Um Século de Música (com Gilberto Gil) | Indicado  |

### Prêmio Multishow
| Ano  | Categoria                 | Indicação                                                | Resultado |
| ---- | ------------------------- | -------------------------------------------------------- | --------- |
| 1998 | Melhor Cantor             | Caetano Veloso                                           | Indicado  |
| 1999 | Melhor Cantor             | Caetano Veloso                                           | Venceu    |
| 1999 | Melhor Música             | Sozinho                                                  | Indicado  |
| 2000 | Melhor Cantor             | Caetano Veloso                                           | Indicado  |
| 2001 | Melhor Cantor             | Caetano Veloso                                           | Venceu    |
| 2002 | Melhor Cantor             | Caetano Veloso                                           | Indicado  |
| 2002 | Melhor DVD                | Noites do Norte ao Vivo                                  | Indicado  |
| 2004 | Melhor Cantor             | Caetano Veloso                                           | Venceu    |
| 2005 | Melhor Cantor             | Caetano Veloso                                           | Indicado  |
| 2007 | Melhor Cantor             | Caetano Veloso                                           | Indicado  |
| 2007 | Melhor Show               | Caetano Veloso                                           | Indicado  |
| 2007 | Melhor CD                 | Cê                                                       | Indicado  |
| 2008 | Melhor Cantor             | Caetano Veloso                                           | Indicado  |
| 2010 | Melhor Cantor             | Caetano Veloso                                           | Indicado  |
| 2011 | Melhor Show               | Caetano Veloso e Maria Gadú                              | Indicado  |
| 2013 | Melhor Show (Superjúri)   | Caetano Veloso                                           | Venceu    |
| 2013 | Melhor Disco (Superjúri)  | Abraçaço                                                 | Indicado  |
| 2013 | Melhor Show               | Caetano Veloso                                           | Indicado  |
| 2016 | Música Boa ao Vivo        | Alegria, Alegria (com Seu Jorge e Xande de Pilares)      | Indicado  |
| 2018 | Canção do Ano (Superjúri) | Todo Homem (com Zeca Veloso, Moreno Veloso e Tom Veloso) | Indicado  |
| 2020 | Live do Ano               | Caetano Veloso                                           | Indicado  |
| 2022 | Show do Ano               | Turnê Meu Coco                                           | Indicado  |
| 2023 | Música Cristã do Ano      | Deus Cuida de Mim (com Kleber Lucas)                     | Venceu    |

### Prêmio Contigo! MPB FM
| Ano  | Categoria                    | Indicação                                                           | Resultado |
| ---- | ---------------------------- | ------------------------------------------------------------------- | --------- |
| 2012 | Melhor DVD                   | Multishow ao Vivo: Caetano e Maria Gadú (com Maria Gadú)            | Indicado  |
| 2012 | Projetos Especiais           | Multishow ao Vivo: Caetano e Maria Gadú (com Maria Gadú)            | Indicado  |
| 2012 | Projetos Especiais           | Especial Final de Ano — TV Globo (com Ivete Sangalo e Gilberto Gil) | Indicado  |
| 2013 | Melhor Álbum de MPB          | Abraçaço                                                            | Venceu    |
| 2013 | Melhor Cantor                | Caetano Veloso                                                      | Venceu    |
| 2013 | Melhor Música (júri oficial) | Um Abraçaço                                                         | Venceu    |
| 2014 | Melhor DVD                   | Abraçaço ao Vivo                                                    | Indicado  |

### Troféu Imprensa
| Ano  | Categoria         | Indicação      | Resultado |
| ---- | ----------------- | -------------- | --------- |
| 1967 | Revelação do Ano  | Caetano Veloso | Venceu    |
| 1968 | Melhor Compositor | Caetano Veloso | Venceu    |
| 1993 | Melhor Cantor     | Caetano Veloso | Venceu    |
| 2000 | Melhor Cantor     | Caetano Veloso | Venceu    |
| 2000 | Melhor Música     | Sozinho        | Venceu    |

### Melhores do Ano
| Ano  | Categoria         | Indicação      | Resultado |
| ---- | ----------------- | -------------- | --------- |
| 1999 | Música do Ano     | Sozinho        | Venceu    |
| 2003 | Melhor Cantor     | Caetano Veloso | Indicado  |
| 2017 | Troféu Mário Lago | Caetano Veloso | Venceu    |

### Troféu APCA
| Ano  | Categoria                           | Indicação      | Resultado |
| ---- | ----------------------------------- | -------------- | --------- |
| 1973 | Melhor Compositor de Música Popular | Caetano Veloso | Venceu    |